# Сант-Андреа-ин-виа-Фламиниа
Сант-Андреа-ин-Виа Фламиниа (итал. La Chiesa Sant'Andrea a Via Flaminia, Tempietto di Sant'Andrea a Via Flaminia) — римско-католическая церковь, посвящённая святому апостолу Андрею в Риме, Италия. Её называют «Темпьетто» («маленьким храмом»); известна она также и как Сант-Андреа-дель-Виньола в честь создателя, архитектора Джакомо Бароцци да Виньола. Расположена в центре города (район Фламинио), к северу от садов Виллы Боргезе. Далее к северу по Виа Фламиниа, у моста Мильвио через Тибр, находится капелла (ораторий), также посвящённая Св. Андрею, — Сант-Андреа-а-Понте-Мильвио (Oratorio di Sant’Andrea a Ponte Milvio).

## История
Церковь была построена по заказу папы Юлия III во исполнение обета, связанного с его спасением во время разграбления Рима в 1527 году (итал. Sacco di Roma). Церковь ранее входила в обширную территорию папской загородной виллы Джулия. Во время разграбления Рима ландскнехтами Карла V, Юлий, тогда ещё бывший кардиналом, стал одним из заложников и, вероятно, был обречён на казнь. Но ему удалось бежать из города 30 ноября, в день святого апостола Андрея. Церковь была отреставрирована в 1826—1830 годах при участии архитектора Джузеппе Валадье, известного обустройством площади Пьяцца дель Пополо и террасы Пинчо. Реставрации проводились и позднее. В настоящее время церковь является центром прихода Сант-Эудженио.

## Архитектура
Небольшая церковь на Виа Фламиниа, похожая на капеллу, была спроектирована Джакомо Бароцци да Виньола в 1552 году и завершена строительством в следующем году, в то время как Виньола работал также по заказу папы неподалеку на вилле Джулия.
Церковь Сант-Андреа была первой, отличающейся необычным овальным в плане куполом, в чём историки архитектуры видят первый шаг к миру барочных эллиптических форм.
Внешне храм выглядит аскетично: простой кубический объём в отношениях 2:3, лишённый декора с зубчатым карнизом без фриза, увенчанный эллиптическим низким куполом, но с высоким простым барабаном с таким же фризом. Фасад выполнен в сером камне пьетра-серена, более привычном для Тосканы, чем для Рима. Плоские коринфские пилястры, сдвоенные по углам, делят «накладной фасад» на три части с центральным порталом и нишами-раковинами по сторонам двери.
Интерьер образуют прямоугольный зал и небольшая апсида, также прямоугольной формы, характерной для римской архитектуры периода Контрреформации. Внутри имелись фрески Джироламо Сичьоланте да Сермонета и Пеллегрино Тибальди (не сохранились).